# Osičky
Osičky är en ort i Tjeckien. Den ligger i den centrala delen av landet, 90 km öster om huvudstaden Prag. Osičky ligger 263 meter över havet och antalet invånare är 132.
Terrängen runt Osičky är huvudsakligen platt. Osičky ligger uppe på en höjd.Runt Osičky är det tätbefolkat, med 659 invånare per kvadratkilometer. Närmaste större samhälle är Hradec Králové, 13,3 km nordost om Osičky. Runt Osičky är det i huvudsak tätbebyggt.